# Кестелева могила
Кестелева могила е куполно погребално подмогилно съоръжение, открито през септември 2004 година от българския археолог доц. Георги Китов в рамките на научната експедиция ТЕМП. То се състои от еднокамерна куполна тухлена гробница, фасада, коридор и правоъгълно помещение. Гробното съоръжение се намира на около 1 km югозападно от Мъглиж, в местността Гюреша, непосредствено вдясно от отбивката за Мъглиж, област Стара Загора, по автомобилния път София – Бургас. Обектът е недостъпен за посещения.

## Описание и особености
Съоръжението е част от могилния некропол край Мъглиж, който е проучван археологически между 1997 година и 2004 година. То се състои от десет могили, сред които и съоръжението в Кестелева могила. Могилите са възстановени, а гробницата в могилата е повторно засипана.
Могилният насип е кълбовиден. В основата си е елипсовиден с диаметър 25 m х 30 m и височина 6,60 m. Той е бил издигнат предварително и в него е вкопано гробното съоръжение. То е изградено на нивото на околния терен и е ориентирано в южна посока.
Коридорът (dromos) е двуделен и опира на фуга в гробната камера. Първият дял на съоръжението е широк 1 m и дълъг 2,08 m. Той е изграден от тухли. Вторият дял е изграден от необработени речни и ломени камъни. Открити са фрагменти от керемиди в запълненията на секторни тухли. Входът е оформен с каменен праг и напълно запазени каменни страници.
Съоръженото е било разрушено преди окончателното му затрупване с могилния насип. Най-добре запазено в североизточния край до деветия ред тухли.
В средата на дромоса е открит конски череп.